# Francouzský důchodový systém
Francouzský důchodový systém je postaven na principu redistribuce a zahrnuje několik různých prvků. Základem je veřejný důchodový systém, který zajišťuje důchody občanům ve stáří či osobám s invaliditou.
Hlavním prvkem je solidární systém („répartition“), který spočívá v tom, že současní pracovníci platí prostřednictvím odvodů důchody důchodcům. Tento systém je založen na solidaritě mezi generacemi, kde současní zaměstnanci financují důchody důchodců.
Důchodový věk a výše důchodů se mohou lišit v závislosti na pracovní historii, odvodech a dalších faktorech. Pravidla pro důchodový systém ve Francii určuje Zákon o důchodech (Code des pensions).
Kromě veřejného systému mohou občané také doplňkově spořit do soukromých důchodových fondů (tzv. doplňkové penzijní systémy), což jim umožňuje zvýšit svůj celkový příjem v důchodu.
Veřejný důchodový systém ve Francii je tématem diskusí a reformních snah, zejména vzhledem k demografickým změnám a stárnutí populace, které mohou mít vliv na udržitelnost systému.
Důchody tvoří více než 80 % celkového příjmu osob ve věku 65 let a více. Životní úroveň domácností seniorů je velmi blízká životním podmínkám aktivní populace, což zdůrazňuje úspěšnost penzijního systému při udržování srovnatelné kvality života po dosažení důchodového věku.
Dnes žije ve Francii asi šedesát milionů lidí, z toho polovina v aktivním věku (12 % ekonomicky aktivních jsou nezaměstnaní). V zemi žije asi dvanáct milionů důchodců. V roce 2000 důchody tvořily asi 12,1 % HDP, v roce 2030 se očekává 15 % HDP. Velká většina prostředků na důchodové dávky je vynakládána v rámci státního PAYG (Pay-as-you-go, průběžné financování); ve Francii je tento trend ještě silnější než v jiných zemích Evropské unie.

## 3 pilíře
Francouzský důchodový systém se opírá o tři pilíře:
- První pilíř – veřejný repartiční systém: Základem francouzského důchodového systému je veřejný repartiční systém, který je založen na solidaritě mezi generacemi. Současní zaměstnanci a zaměstnavatelé platí povinné odvody do tohoto systému, aby financovali důchody současným důchodcům. Důchodové nároky jsou založeny na odvedených odvodech a pracovní historii občana.
- Druhý pilíř – doplňkové penzijní systémy: Vedle veřejného systému mohou občané dobrovolně přispívat do soukromých nebo kolektivních důchodových fondů, což umožňuje akumulaci dalších finančních prostředků na důchod. Tento druhý pilíř slouží k doplnění veřejného důchodového plánu a poskytuje lidem možnost zvýšit svůj celkový příjem v důchodu.
- Třetí pilíř – soukromé spoření a individuální úspory: Tento pilíř zahrnuje individuální úspory, investice a další soukromé penzijní plány, které si občané mohou sami organizovat. To může zahrnovat různé formy spoření a investování, jako jsou životní pojištění, investiční fondy nebo jiné finanční nástroje, které slouží k budování osobního finančního zabezpečení v důchodu.

Tyto tři pilíře poskytují občanům různé možnosti příjmu v důchodu, kombinují veřejné a soukromé mechanismy pro zajištění finanční stability v pozdějším životě. Každý z těchto pilířů má své vlastní charakteristiky a účely a může být využíván jednotlivci v závislosti na jejich potřebách a preferencích ohledně plánování důchodu.

## Důchodová reforma 2023
Důchodová reforma ve Francii je zákon o přeorganizaci důchodů, schválený francouzskou vládou v březnu 2023. Tato důchodová reforma je považována za důležitý politický projekt prezidenta Emmanuela Macrona a vstoupila v platnost 1. září 2023. Vzhledem k nejistým většinovým poměrům ve dolní komoře francouzského parlamentu rozhodla vláda pod Macronovým vedením prosadit reformu bez konečného hlasování Národního shromáždění prostřednictvím uplatnění článku 49.3 ústavy. Následně opoziční strany podaly dva hlasovací návrhy na nedůvěru vládě, avšak oba selhaly, přičemž ten s největší podporou byl o pouhých devět hlasů.

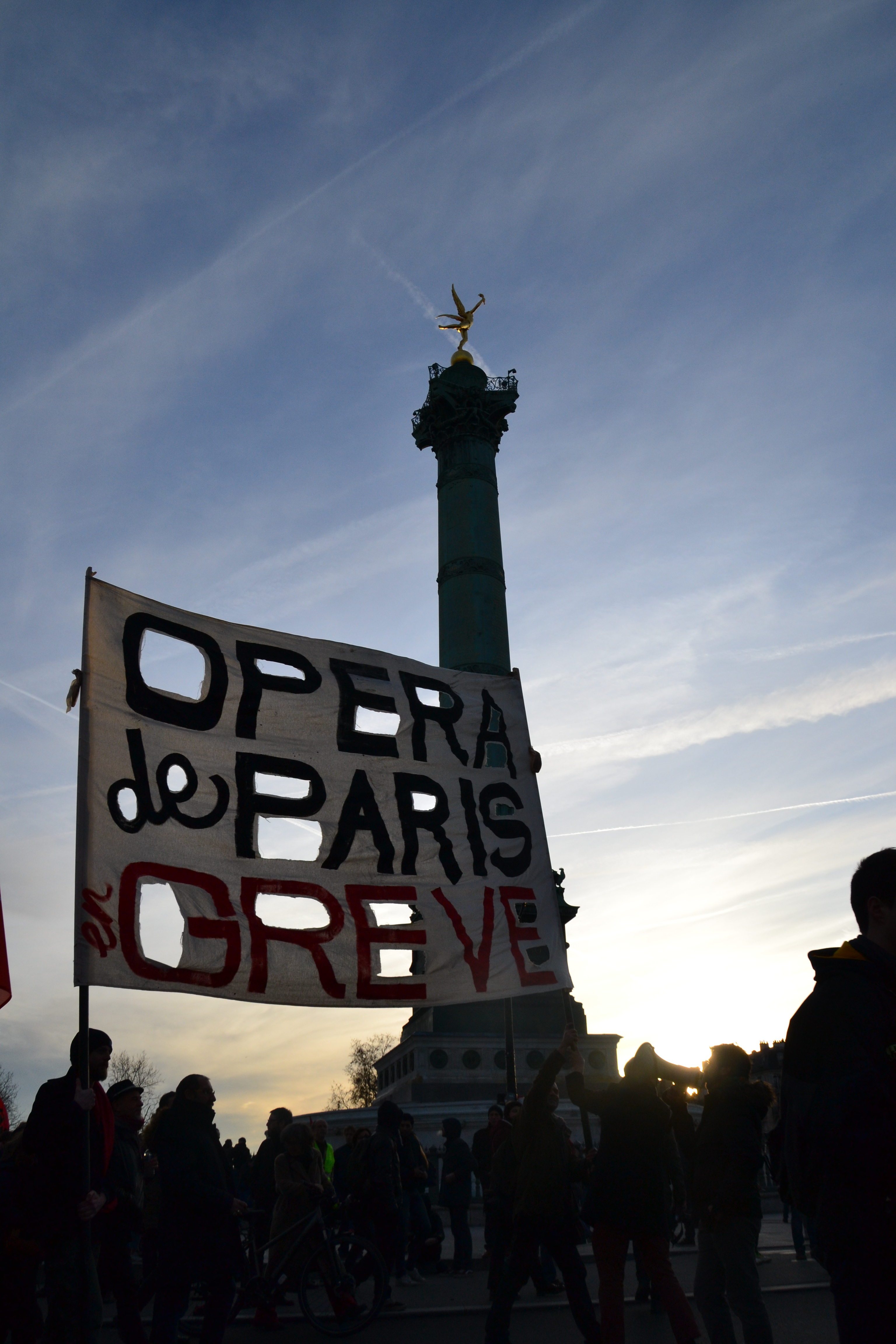
Protesty proti důchodové reformě 2023

Od ledna 2023 probíhaly po celé zemi proti změně důchodového systému rozsáhlé protesty širokého společenského seskupení složeného z odborů, sdružení, organizací a studentů. Po schválení zákona protesty dále eskalovaly. V důsledku toho došlo k celostátním pracovním stávkám odborů v železniční a letecké dopravě, ve veřejných službách, průmyslových podnicích a v přístavu v Marseille. Dne 23. března 2023, během devátého celostátního stávkového dne a akcí, protestovalo podle odborové organizace Confédération générale du travail (CGT) 3,5 milionu lidí, zatímco vláda odhadovala účast 1,1 milionu protestujících.
Hlavní změnou v důchodovém zákoně je zvýšení věku pro odchod do důchodu. Věk pro plný důchod bez snížení se podle tohoto zákona postupně zvyšuje až do roku 2030 ze 62 let na 64 let. Současně se má také zvýšit počet potřebných odpracovaných let pro nárok na plný důchod bez snížení, a to z 42 na 43 roků. Pro lidi, kteří vstoupili do pracovního života brzy nebo vykonávají fyzicky náročné profese, jsou v zákoně připraveny výjimky. Původní návrh reformy byl upraven tak, že pro plné uplatnění důchodových nároků po 43 letech se neuplatní rok 2035, ale již rok 2027, což znamená rychlejší nárůst pracovní doby.
Měsíční minimální důchod byl zvýšen z 980 na 1200 eur. Jako kompromis pro opoziční strany platí zvýšení minimálního důchodu pro všechny důchodce, nikoli (jak bylo původně navrhováno) pouze pro zaměstnance odcházející do důchodu po reformě.